# نادر عوض
نادر عوض مبروك (مواليد 5 ديسمبر 1994) لاعب كرة قدم عماني يجيد اللعب في خط الدفاع مع من نادي النصر.
لعب سابقاً في نادي ظفار العماني و نادي الشحانية القطري .

## روابط خارجية
- نادر عوض على موقع ناشيونال فوتبول تيمز (الإنجليزية)